# خورشیدگرفتگی ۳ اکتبر ۱۹۸۶
خورشیدگرفتگی ۳ اکتبر ۱۹۸۶ (به انگلیسی: Solar eclipse of October 3, 1986) یک خورشیدگرفتگی از نوع خورشیدگرفتگی دوگانه است. این خورشیدگرفتگی در تاریخ ۳ اکتبر ۱۹۸۶ میلادی (‎۱۱ مهر ۱۳۶۵ خورشیدی) روی داد که زمان اوج آن، ساعت ۱۹:۰۶:۱۵ به‌وقت ساعت هماهنگ جهانی بوده‌است.